# Kaland Könyvkiadó
A Kaland Könyvkiadó Soóky Margit még a Ponyvatörvény életbe lépése előtt alapított kiadóvállalata volt, amely 1941-től 1944-ig  Budapesten a VI., Hajós utca 12. cím alatt működött.
A vállalatot meg nem nevezett „két befolyásos barátja segítségével” alapította, amelynek keretében körülbelül 130 regény, kisregény került kiadásra.
A két barátnak feltehetően közük lehetett a Globus Nyomdához (Globus Nyomdai Műintézet Rt.), ugyanis a Kaland kiadványokat főként ott nyomtatták. Ritkábban a Hellas Irodalmi és Nyomdai rt., később Mátravölgyi János könyvnyomdája illetve a Bányai és a Várkonyi nyomdai műintézet.
A kiadó szerkesztője Bak Béla Sándor volt, de később vagy alkalmilag Bonta Miklós neve is feltűnik szerkesztőként.
A cég emblémája három egymás mögött haladó alakot ábrázolt: egy cowboyt lasszóval a kézben, egy nőt és egy idegenlégióst vállán puskával. Ezek nyilván a kiadó által megjelentetett három népszerű kalandregénytípust, a vadnyugati, a romantikus és az idegenlégiós témájú műveket szimbolizálták, bár számos bűnügyi regényt is kiadtak.
Később – esetleg az alapító tagok kilépése miatt – csak a középső, a nőalak maradt meg. (Ez szerepel a Soóky kiadó emblémáján is.)
A kiadványok példányszáma kezdetben 15.000, majd 12.000, 1942 októberétől már csak 10.000 darab volt.
A kiadó köteteinek borítóképeit a kor legmeghatározóbb, legszínvonalasabb illusztrátora, Sebők Imre rajzolta.

## Szerzők
A kiadó három  – úgy tűnik, hivatalosan nem, vagy csak részben meghirdetett – sorozatot indított. Légiós témában Nagy Károly kisregényeire alapozva a Kockás Pierre és Lorre (Nagy Károly álnevei) sorozatot, amelyek azonban azonos, egységes stílusú borítóval jelentek meg.
Egy vegyes, főként vadnyugati és romantikus kisregényeket megjelentető sorozatot, de ebben is kiadtak néhány légiós valamint bűnügyi történet is. Ezek még szintén filléres kiadványok voltak.
Illetve egy drágább, 1 pengő körüli vagy ezek feletti árban megjelenő, hosszabb bűnügyi történeteket, regényeket megjelentetett detektívregény sorozatot. Ezek egy része a Nagy Károly sorozat köteteihez hasonló borítóval, kisebbik része díszesebbel jelentek meg. Utóbbiakat a Kaland 111 filléres regényei címmel is szokták emlegetni holott később 3, 4 illetve 6 pengős árban adták ki őket.
A magyar szerzők között Nagy Károlyon kívül olyan, korábbi sorozatból már jólismert nevekkel találkozhatott az olvasó mint Ákos Miklós, különböző álnevein Benedek Ernő, Havas Zsigmond főként Spencer Walls álnevén vagy Magyar Tibor.
De olyan érdekes nevek is felmerülnek a szerzők között mint Farkas Imre költő, Rittka (Rubio) Lajos vagy dr. Nyilas (Nyéki) Vera.
A kiadó szerkesztőjének, Bak Béla Sándornak három kisregénye is megjelent A. G. Murphy illetve Garry Tex álneveken.
A külföldiek közül Edgar Wallace több, Erle Stanley Gardner és Agatha Christie egy-egy regényével.

## A Kockás Pierre és a Lorre sorozat kötetei
A kötetek 15 cm x 11 cm méretben, 2-3 ív (32-48 oldal) terjedelemben jelentek meg. Áruk 10 illetve 12 fillér volt. A borítón többnyire piros-fehér, ritkábban kék-fehér kockás háttéren a kötet cselekményére utaló kétszín nyomású rajz, legalul a cím. Az ördög cimborája című regény 1 pengőbe került, azonban a borítója teljes mértékben a Kockás Pierre illetve Lorre sorozat borítójára hasonlít.
| Év   | Író         | Írói álnév, névváltozat | Cím (eredeti cím); fordító            | Oldal | Megjegyzés                          |
| ---- | ----------- | ----------------------- | ------------------------------------- | ----- | ----------------------------------- |
| 1942 | Nagy Károly | Lorre, Charles          | A 8-as erőd nincs többé               | 31    | légiós                              |
| 1942 | Nagy Károly | Kockás Pierre           | Afrika császára                       | 32    | légiós                              |
| 1942 | Nagy Károly | Kockás Pierre           | Aki nekünk vermet ás ...              | 32    | légiós                              |
| 1942 | Nagy Károly | Kockás Pierre           | Aki utoljára nevet                    | 32    | légiós                              |
| 1943 | Nagy Károly | Kockás Pierre           | Angyalka rendet csinál                | 156   | légiós                              |
| 1942 | Nagy Károly | Lorre, Charles          | Csempészháború                        | 31    | kaland HK és HK                     |
| 1941 | Nagy Károly | Lorre, Charles          | Éjféli sortűz                         | 46    | légiós                              |
| 1941 | Nagy Károly | Lorre, Charles          | Az elátkozott brigád                  | 48    | légiós                              |
| 1941 | Nagy Károly | Lorre, Charles          | Az ellopott oázis                     | 48    | légiós                              |
| 1943 | Nagy Károly | Lorre, Charles          | Az elsodort lány                      | 192   | légiós                              |
| 1941 | Nagy Károly | Lorre, Charles          | Az elveszett újonc                    | 48    | légiós                              |
| 1941 | Nagy Károly | Lorre, Charles          | Egy erőd kiadó                        | 48    | légiós                              |
| 1942 | Nagy Károly | Kockás Pierre           | A falrafestett ördög                  | 32    | légiós                              |
| 1942 | Nagy Károly | Lorre, Charles          | A fekete mágus                        | 31    | légiós                              |
| 1942 | Nagy Károly | Kockás Pierre           | A fekete vitorlás                     | 32    | légiós                              |
| 1941 | Nagy Károly | Lorre, Charles          | A halálkaraván                        | 48    | légiós                              |
| 1941 | Nagy Károly | Kockás Pierre           | Halálos küldetés                      | 32    | légiós                              |
| 1942 | Nagy Károly | Lorre, Charles          | A hallgatás tornya                    | 31    | légiós                              |
| 1941 | Nagy Károly | Lorre, Charles          | A halott visszaüt                     | 48    | légiós                              |
| 1942 | Nagy Károly | Lorre, Charles          | Kétbal Bill közbelép                  | 32    | légiós                              |
| 1942 | Nagy Károly | Lorre, Charles          | Kockás Pierre civilben                | 31    | légiós                              |
| 1942 | Nagy Károly | Lorre, Charles          | Kockás és a Fekete Kéz                | 32    | légiós                              |
| 1942 | Nagy Károly | Lorre, Charles          | Kockás kijózanodik                    | 32    | légiós                              |
| 1941 | Nagy Károly | Lorre, Charles          | Kockás milliomos lesz                 | 32    | légiós                              |
| 1942 | Nagy Károly | Lorre, Charles          | Kockás mindenkin segít                | 32    | légiós                              |
| 1941 | Nagy Károly | Lorre, Charles          | Kockás Pierre becsülete               | 47    | légiós                              |
| 1941 | Nagy Károly | Lorre, Charles          | Kockás Pierre csapdában               | 48    | légiós                              |
| 1942 | Nagy Károly | Lorre, Charles          | Kockás Pierret kölcsönkérik           | 31    | légiós                              |
| 1942 | Nagy Károly | Lorre, Charles          | A légió becsülete                     | 31    | légiós                              |
| 1941 | Nagy Károly | Lorre, Charles          | Lepecsételt parancs                   | 48    | légiós                              |
| 1941 | Nagy Károly | Kockás Pierre           | Lorre, a gazember                     | 47    | légiós                              |
| 1942 | Nagy Károly | Kockás Pierre           | Lorre a kém                           | 32    | légiós                              |
| 1942 | Nagy Károly | Kockás Pierre           | Lorre az alvilágban                   | 32    | légiós                              |
| 1941 | Nagy Károly | Kockás Pierre           | Lorre légionista                      | 47    | légiós                              |
| 1942 | Nagy Károly | Kockás Pierre           | Lorre őrmester úr                     | 32    | légiós                              |
| 1942 | Nagy Károly | Lorre, Charles          | Lorre várat lop                       | 32    | légiós                              |
| 1941 | Nagy Károly | Lorre, Charles          | A néma erőd                           | 48    | légiós                              |
| 1942 | Nagy Károly | Kockás Pierre           | A névtelen káplár                     | 32    | légiós                              |
| 194? | Nagy Károly | Kockás Pierre           | Az ördög cimborája; ford. Nagy Károly | 159   | légiós (A Kaland 1 pengős regényei) |
| 1942 | Nagy Károly | Kockás Pierre           | Párbaj a sivatagban                   | 32    | légiós                              |
| 1941 | Nagy Károly | Lorre, Charles          | A sivatag kalóza                      | 48    | légiós                              |
| 1942 | Nagy Károly | Lorre, Charles          | A szent város kincse                  | 31    | légiós                              |
| 1942 | Nagy Károly | Lorre, Charles          | A titkok temploma                     | 32    | légiós                              |
| 1942 | Nagy Károly | Kockás Pierre           | Az utolsó pofon                       | 32    | légiós                              |
| 1941 | Nagy Károly | Lorre, Charles          | A vasöklű légionista                  | 32    | légiós                              |

## Egyéb kisregények
Méretük 18 cm x 13 cm illetve 19 cm x 14 cm, terjedelmük 2 vagy 3 ív (32 vagy 48 oldal).
| Év   | Író               | Írói álnév, névváltozat | Cím (eredeti cím); fordító    | Oldal | Megjegyzés  |
| ---- | ----------------- | ----------------------- | ----------------------------- | ----- | ----------- |
| 1941 | Vajda Albert      |                         | Aki utoljára nevet ...        | 48    | ?           |
| 1941 | Gordon, P.        |                         | Az álarcos légionista         | 32    | légiós      |
| 1942 | Vajda Albert      |                         | Ámor a létrán                 | 32    | ?           |
| 1941 | Királyhegyi Pál   |                         | A becsület nem szégyen        | 48    | ?           |
| 1942 | Musset, Alfred de |                         | A becsület nem tréfa          | 32    | ?           |
| 1942 | Benedek Ernő      | Hylton, E.              | Big Bill, a lasszókirály      | 32    | vadnyugati  |
| 1942 | Benedek Ernő      | Beck, E.                | Bill Red, a vándorsheriff     | 32    | vadnyugati  |
| 1942 | Benedek Ernő      | Beck, E.                | Bill Red Chicagoban           | 32    | vadnyugati  |
| 1941 | Vajda Albert      |                         | Bogaras inas kerestetik       | 48    | ?           |
| 1942 | Benedek Ernő      | Boyd, E. B.             | Buffalo Jack lesújt           | 32    | vadnyugati  |
| 1941 | Noblet, E.        |                         | Cirkusz a Szaharában          | 32    | ?           |
| 1942 | Saxon, Garry ?    | Saxon, G.               | Connor, a bosszúálló          | 32    | vadnyugati  |
| 1942 | Ákos Miklós       |                         | Crobbs a rács mögött          | 32    | ?           |
| 1942 | Rittka Lajos      |                         | A csoda elmarad               | 32    | ?           |
| 1941 | Gereben Pál       |                         | Dalból van a lelke            | 48    | ?           |
| 1941 | Bak Béla Sándor   | Murphy, A. G.           | Dixon a fenevad               | 48    | ?           |
| 1942 | Rittka Lajos      |                         | Egymillió gazdát cserél       | 32    | ?           |
| 1942 | Farkas György     |                         | Éjszakai kaland               | 32    | ?           |
| 1941 | Legrand, Gaston   |                         | Az ellopott légionista        | 48    | ?           |
| 1942 | Danielszky Glória |                         | Az elnök úr visszafordul      | 32    | ?           |
| 1942 | Benedek Ernő      |                         | Éva                           | 32    | ?           |
| 1942 | Havas Zsigmond    | Walls, Spencer ?        | A fehér titok                 | 32    | bűnügyi     |
| 1941 | Nagy Károly       |                         | Gaston és a királyleány       | 32    | romantikus? |
| 1941 | Magyar Tibor      |                         | Gyémánt a porban              | 48    | ?           |
| 1942 | Tábor László      |                         | Ha egy lány akarja            | 32    | ?           |
| 1942 | Havas Zsigmond    | Walls, Spencer ?        | Hajsza a ködben               | 31    | bűnügyi     |
| 1941 | Gordon, P.        |                         | A halálfejes erőd             | 48    | ?           |
| 1942 | Gyenes Rózsa      |                         | Halálos szerelem              | 32    | romantikus  |
| 1941 | Hurricane, W.     |                         | A halottak erődje             | 48    | ?           |
| 1942 | Wilde, Oscar      |                         | Heten egy kísértet ellen      | 32    | ?           |
| 1942 | Murányi József    |                         | Holt hajók szirtje            | 32    | ?           |
| 1941 | Gömöri László     |                         | Hubert, maga nősülni fog      | 48    | ?           |
| 1942 | Ákos Miklós       |                         | Joe Crobbs, a botrányhős      | 32    | ?           |
| 1942 | Magyar Tibor      |                         | Kamaszok                      | 32    | ?           |
| 1941 | Horshet, Dick     |                         | A kékvölgyi lovas             | 48    | ?           |
| 1941 | Fort, Pierre      |                         | Két szomjas légionista        | 48    | ?           |
| 1942 | Benedek Ernő      | Boyd, E. B.             | Kid, a mezítlábas sheriff     | 32    | vadnyugati  |
| 1942 | Benedek Ernő      | Boyd, E. B.             | Kid harcba indul              | 32    | vadnyugati  |
| 1942 | Magyar Tibor      |                         | Klára behódol                 | 32    | ?           |
| 1942 | Szász Miklós      |                         | Kutyakomédia                  | 32    | ?           |
| 1942 | Benedek Ernő      | Hylton, E.              | A lasszódobó Marschall        | 32    | vadnyugati  |
| 1942 | Nyéki Vera        |                         | A magányos asszony            | 32    | romantikus  |
| 1942 | Benedek Ernő      | Hylton, E.              | Marschall a préri hőse        | 32    | vadnyugati  |
| 1941 | Nagy Károly       |                         | A napkeleti lány              | 48    | ?           |
| 1942 | Musset, Alfred de |                         | Néma szerelmesek              | 32    | romantikus  |
| 1942 | Tábor László      |                         | Ödön, a spanyolfal            | 32    | ?           |
| 1942 | Hajnal László     |                         | Párisi kaland                 | 31    | ?           |
| 1941 | Bak Béla Sándor   | Murphy, A. G.           | A revolvernélküli fiú         | 32    | vadnyugati? |
| 1941 | Bak Béla Sándor   | Tex, Garry              | A senki fia                   | 48    | vadnyugati? |
| 1941 | Noblet, Etienne   |                         | Sivatagi banditák             | 48    | ?           |
| 1941 | Gereben Pál       |                         | Sorompó                       | 48    | ?           |
| 1941 | Magyar Tibor      |                         | Szeress helyettem!            | 32    | romantikus  |
| 1942 | Vass József       |                         | Tavaszi vihar                 | 32    | ?           |
| 1943 | Vadász Lajos      |                         | Terike és a közérdek          | 32    | ?           |
| 1942 | Benedek Ernő      | Boyd, E. B.             | Texasi Jack, a hegyek királya | 32    | vadnyugati  |
| 1942 | Benedek Ernő      | Boyd, E. B.             | Texasi Jack csapdában         | 32    | vadnyugati  |
| 1942 | Benedek Ernő      | Boyd, E. B.             | Texasi Jack közbelép          | 32    | vadnyugati  |
| 1942 | Benedek Ernő      | Boyd, E. B.             | Texasi Jack újra elindul      | 32    | vadnyugati  |
| 1941 | Tábori László     |                         | Úr ír ...                     | 32    | ?           |
| 1941 | Ákos Miklós       |                         | Üzemi baleset                 | 48    | ?           |
| 1941 | Ákos Miklós       |                         | Üzemzavar                     | 32    | ?           |
| 1942 | Rittka Lajos      |                         | A válóper elmarad             | 32    | romantikus  |
| 1942 | Rácz György       |                         | Versen szerzett vőlegény      | 32    | romantikus  |
| 1941 | Ákos Miklós       |                         | Vissza a hozományt!           | 48    | romantikus  |

## Bűnügyi regények
A kötetek többsége a Nagy Károly regényekéhez hasonló, de sűrűbb kockás háttérrel, borítóval jelentek meg. Némileg eltérő A virrasztás háza borítója (csíkos háttér), illetve Farkas Imre Törökméz című regényének borítója, amely egyébként feltehetően inkább romantikus történet.
| Év   | Író                   | Írói álnév, névváltozat | Cím (eredeti cím); fordító                                                                  | Oldal | Megjegyzés                              |
| ---- | --------------------- | ----------------------- | ------------------------------------------------------------------------------------------- | ----- | --------------------------------------- |
| 1941 | Havas Zsigmond        | Walls, Spencer          | Az aranyzápor                                                                               |       | bűnügyi?                                |
| 1944 | Wallace, Edgar        |                         | Csontos mindent elintéz; fordította: Erdélyi György                                         | 192   | ?                                       |
| 1943 | Rohmer, Sax           |                         | Doktor Fu-Manchu; fordította: Vécsey Leó                                                    | 189   | ?                                       |
| 1943 | Havas Zsigmond        | Walls, Spencer          | Északi szél (Roaring of the wind); fordította: Havas Zsigmond                               | 192   | bűnügyi                                 |
| 1943 | Rohmer, Sax           |                         | Fu-Manchu utolsó esete (Si-fan mystery); fordította: Vécsey Leó                             | 192   | ?                                       |
| 1943 | Havas Zsigmond        | Walls, Spencer          | A halál balladája (The dead's ballad); fordította: Havas Zsigmond                           | 192   | bűnügyi                                 |
| 1942 | Havas Zsigmond        | Walls, Spencer          | A hét szomorúság lépcsője (Steps of seven pains)                                            | 192   | bűnügyi (A Kaland 1 pengős regényei)    |
| 1943 | Havas Zsigmond        | Walls, Spencer          | Kék lámpa (Blue lights); fordította: Havas Zsigmond                                         | 192   | bűnügyi                                 |
| 1942 | Havas Zsigmond        | Walls, Spencer          | Tigrisliliom (Tiger-iris); fordította: Havas Zsigmond                                       | 160   | bűnügyi (A Kaland 1 pengős regényei)    |
| 1942 | Gardner, Erle Stanley |                         | A tolvaj cipőjének esete (The Case of the Shoplifter's Shoe); fordította: Dr. Fekete Oszkár | 159   | bűnügyi (A Kaland 1 pengős regényei)    |
| 1942 | Farkas Imre           |                         | Törökméz – egy szerelem vidám története Monte Carlótól Konstantinápolyig                    | 160   | romantikus (A kaland 1 pengős regényei) |
| 194? | Havas Zsigmond        | Walls, Spencer          | Az üvegszemű; fordította: Havas Zsigmond                                                    | 160   | bűnügyi (A Kaland 80 filléres regényei) |
| 1942 | Havas Zsigmond        | Walls, Spencer          | A vérvirágos ház (House in blood); fordította: Havas Zsigmond                               | 160   | bűnügyi (A Kaland 80 filléres regényei) |
| 194? | Havas Zsigmond        | Walls, Spencer          | A virrasztás háza (The yellow face); fordította: Havas Zsigmond                             | 160   | bűnügyi (A Kaland 1 pengős regényei)    |

Valamikor a rendszerváltás után jelentek meg megtévesztő, Kaland Könyvkiadót utánzó külalakkal és könyvészeti bejegyzésekkel ismeretlen személy magánkiadásában:
| Év   | Író            | Írói álnév, névváltozat | Cím (eredeti cím); fordító                                                                                                | Oldal | Megjegyzés |
| ---- | -------------- | ----------------------- | --- | ----- | ---------- |
| 19?? | Havas Zsigmond | Walls, Spencer          | A csontok nem beszélnek; fordította: Havas Zsigmond                                                                       |       |            |
| 19?? | Havas Zsigmond | Walls, Spencer          | Ebek tánca; fordította: Havas Zsigmond                                                                                    |       |            |
| 19?? | Havas Zsigmond | Walls, Spencer          | Farkasmiatyánk; fordította: Havas Zsigmond                                                                                |       |            |
| 19?? | Havas Zsigmond | Walls, Spencer          | A szomjas ucca (benne A szomjas ucca, Az ördög felhúzza a függönyt és az Öt élet című regény); fordította: Havas Zsigmond | 188   |            |

## A Kaland 111 filléres regényei
(később 3, 4 illetve 6 pengős árban is)
Agatha Christie és néhány más krimiszerző regényének borítója ettől eltérő, mintha másik sorozat darabjai lennének. Felül sötét sávon a szerző, alatta piros szalagon a cím. Balra ezeken piros gyűrűben a szerző portréképe (Havas Zsigmond regényeinél is, holott regényeit Spencer Walls álnevén adták ki és szemlátomást ügyeltek rá, hogy ne derüljön ki, hogy a szerző nem angolszász. Havas Zsigmond fordítóként lett feltüntetve, és a hatás kedvéért még fiktív angol címet is megadtak.) Ez alatt látható Sebők rajza rajta viaszpecsétre emlékeztető formában az ár valamint körben a kiadó neve.
| Év   | Író                        | Írói álnév, névváltozat | Cím (eredeti cím); fordító                                                     | Oldal | Megjegyzés                                                     |
| ---- | -------------------------- | ----------------------- | ------------------------------------------------------------------------------ | ----- | -------------------------------------------------------------- |
| 1944 | Oppenheim, Edward Phillips |                         | Álarcok háza (The strange boerders of palace crescent); fordította: Supka Géza | 224   | bűnügyi                                                        |
| 1943 | Wallace, Edgar             |                         | Az erőszak tornya (Terror Keep); fordította: Havas András Károly               | 208   | bűnügyi                                                        |
| 1942 | Haggard, Rider             |                         | Az éjszakábanlátó; fordította: Vécsey Leó                                      | 254   | bűnügyi?                                                       |
| 1942 | Havas Zsigmond             | Walls, Spencer          | Fekete gyertyák (The dark candles); fordította: Havas Zsigmond                 | 176   | bűnügyi (A Kaland 111 filléres regényei)                       |
| 194? | Wallace, Edgar             |                         | A görbe tű (The Clue of the New Pin); fordította: György Ede                   | 159   | A Kaland 111 filléres regényei                                 |
| 194? | Faust, Frederick Schiller  | Brand, Max              | A mosolygó ember; fordította: ?                                                |       | vadnyugati (A Kaland 111 filléres regényei)                    |
| 1943 | Arnold Alexander Benjamin  | Arno Alexander          | A nagy ismeretlen (Die Viper); fordította: Csánk Endre                         | 222   | bűnügyi EK                                                     |
| 1943 | Christie, Agatha           |                         | Poirot mester; fordította: Kolozs Pál                                          | 191   | bűnügyi, A Kaland 111 filléres regényei 4., borító: Sebők Imre |
| 1944 | Wallace, Edgar             |                         | A hasonmás (The Double); fordította: Erdélyi György                            | 224   | bűnügyi                                                        |